# منطقه آزاد تجاری-صنعتی سیستان
منطقهٔ آزاد تجاری، صنعتی سیستان
یکی از مناطق آزاد در منطقه سیستان در شمال استان سیستان و بلوچستان است که در سال ۱۴۰۱ اداره و دفتر اجرایی آن در شهر جدید رامشار از توابع شهرستان هامون در استان سیستان و بلوچستان بنیان گذاشته شده‌است.

## وسعت جغرافیایی
وسعت منطقه آزاد سیستان ۲۱هزار هکتار است که ۹هزار هکتار آن در زون رامشار و ۱۲هزار هکتار دیگر آن در زون نیاتک قرار گرفته و در حوزه تقسیمات کشوری شهرستان هامون و منطقه سیستان واقع شده است.
منطقه آزاد سیستان دارای ۲ مکان و سایت جدا از هم بوده که شامل زون نیاتک که حدود ۱۲ هزار و ۴۵۰ هکتار بوده و فرودگاه زابل بی بی دوست، ده سنجرانی، میلک و پایانه میلک را در بر می‌گیرد، مرحله دیگر زون رامشار به نام زون شهر سوخته از انتهای ورمال بعد از پل بوده، این‌ها باید در آینده دارای دروازه ورودی و خروجی شوند که محدوده قانونی داشته و ورود و خروج تجار با هماهنگی گمرکات و منطقه آزاد انجام شود، این محدوده نیز حدود هشت هزار و ۵۰۰ هکتار بوده و تا مقابل شهر سوخته است.
وی تصریح کرد: ساختمان مرکزی منطقه آزاد در شهر رامشار بنا شده و زیرساخت‌ها انجام و همچنین ساختمان شماره ۲ در محدوده میلک و اداره منطقه آزاد سیستان هم در پایانه میلک فعال شده که از گمرک سیستان و بلوچستان در این امر قدردانی می‌کنیم.

## اساسنامه
اساسنامه سازمان منطقه آزاد تجاری، صنعتی سیستان در جلسه مورخ ۱۴۰۱/۰۵/۱۹ هیات وزیران به تصویب رسید و طی نامه شماره ۱۹۷۸۶۵ مورخ ۱۴۰۱/۱۰/۲۶ توسط معاون اول رییس جمهور به شورای عالی مناطق آزاد ابلاغ شد.

## پایانه مرزی میلک
گذرگاه مرزی میلک به عنوان بخشی از منطقه آزاد است و کد پایانه مرزی میلک به عنوان کد منطقه آزاد سیستان تغییر نام پیدا کرد و در اختیار گمرک ایران و منطقه آزاد سیستان قرار گرفت